# Pyroteuthis addolux
Pyroteuthis addolux är en bläckfiskart som beskrevs av Young 1972. Pyroteuthis addolux ingår i släktet Pyroteuthis och familjen Pyroteuthidae. Inga underarter finns listade i Catalogue of Life.